# شنشيلة
الشِّنشيلة (الاسم العلمي: Chinchilla) هي جنس من القوارض تتبع فصيلة الشنشيلات من رتبة القوارض. الشنشيلة لها حجم مشابه للأرنب. تكون الشنشيلات نشطة أكثر في أوقات الغسق والفجر. يعود أصل الشنشيلات إلى جبال الأنديز في أمريكا الجنوبية. هناك، تتواجد هذه القوارض في الجحور أو بالقرب من صدوع الصخور. تستطيع الشنشيلات القفز عالياً وتعيش على هيئة مستعمرات. حجم الأناث من هذه القوارض أكبر من الذكور. تتعرض الشنشيلات للافتراس براً من قبل الصقور، والظربان، والسنوريات، والكلبيات. تتغذى الشنشيلة البرية على الزرع والفاكهة والبذور وبعض الحشرات الصغيرة. يفضل البعض تربية الشنشيلة حيوانات أليفة، ويقدم لها القش كطعام. للشنشيلة عدد من الأصوات مثل السقسقة والصرير والنباح. تتواجد الشنشيلات بألوان وتحولات مختلفة، أبرز هذه الألوان الرمادي والأبيض والفيسفائي واللون الصوفي والفحمي. حالة ألبينو من الشنشيلة تكون ذات لون صوفي (بيج) ولها عينين حمراوين. لها فرو ناعم جداً.

## أنواع الشنشيلة

مقارنة لأنواع الشنشيلة

- شنشيلة قصيرة الذيل
- شنشيلة طويلة الذيل